# 合口
合口（日语：／）或匕首（日语：／）是一种没有鍔的日式短刀（类似小刀或格鬥刀），主要在15世纪时期被当时的日本武士所使用。
日语中对这种刀的原本写法为“合口”，后来则以熟字训的方式训读作“匕首”，并因此导致与中文“匕首”（拼音：bǐ shǒu）的混淆。但现在无论使用哪种写法，在日语中均可读作“あいくち”以通顺理解。此外，原本的“匕首”在形状和定义上与“合口”严格来说是不同的。

## 概要
合口刀的刃直或略微弯曲，单刃。刀刃从刀柄到刀尖逐渐变窄。背部的刀身厚度不一，通常保持直线。刀刃大部分是直的，但在刀尖处略微向背部弯曲。刀柄没有护手（日语：／），而通常装有一个独特的金属饰件（交错式设计），常常是精美的工艺。刀柄可能涂有日本漆（Urushi）并装饰。刀柄通常覆盖有海洋珍珠鲍鱼皮（Same-gawa），没有丝绸缠绕（Tsuka-Ito）。典型的刀柄装饰（Menuki）是固定粘贴的。刀鞘（Saya）由木兰木制成，并经过上漆处理。刀鞘上的装饰有时会镶嵌薄金属饰品，形成不同的形状，也有完全金属包裹的刀鞘（通常是为了游客设计的挂件，称为Hamamono）。经典的Aikuchi刀通常有一个较简洁的刀鞘。刀鞘外侧设有一个环，用来系上丝绸编织带，以便将刀固定在腰带（Obi）上。刀刃使用与武士刀（Katana）相同的钢材。
合口刀通常由那些已经结束军事服务的武士佩戴，因此他们通常年纪较大，享有如Hoin、Hokyo或Hogen等荣誉称号。直到江户时代（1603年到1868年），它并未被其他阶层的人佩戴。这种刀常常随身携带，目的是表达佩戴者并非好战，但随时准备自卫。它也作为一种自杀用具（切腹或腹切）的武器。当用于此目的时，刀刃通常没有装配精美的刀具（Koshirae），而是装配在简单的木柄和木鞘中，类似于白鞘。
在战斗中，合口刀常用于在敌人被击倒后给予最后一击，或用来割开敌人的盔甲。